# Hernán Morales
Hernán Morales Martínez (San José, Costa Rica, 27 de abril de 1951) es un exfutbolista costarricense y actual comentarista en Deportes Repretel y FUTV. Después de retirarse, dirigió como entrenador al Cartaginés en 1982.

## Trayectoria
Se inició en las filas del Deportivo Saprissa desde 1966 y el 21 de marzo de 1971  debutó con el primer equipo en Primera División, marcando además su primer gol, que fue contra la AD Ramonense en una victoria de 1-0 en el Estadio Guillermo Vargas Roldán. En 1975 estuvo cedido en la North American Soccer League con el San Jose Earthquakes, estando por medio año ya que no tuvo mucha actividad por una lesión.
Se marchó al CS Cartaginés, donde consiguió la Copa Campeón de Campeones en 1979. Se retiró de las canchas en 1982, tras descender con Cartaginés.

## Selección nacional
Debutó con un gol en la selección de Costa Rica el 27 de noviembre en el Campeonato de Naciones de la Concacaf de 1971, que fue ante la selección de Honduras al minuto 9' en el Queen's Park Oval de Puerto España, Trinidad y Tobago, que terminó con un resultado favorable de 2-1. En 1976 fue su último año vistiendo la camiseta de su selección, donde hizo un total de dos goles en dieciocho partidos.

### Participaciones en Campeonatos Concacaf
| Copa                                          | Sede              | Resultado     | Part. | Goles |
| --------------------------------------------- | ----------------- | ------------- | ----- | ----- |
| Campeonato de Naciones de la Concacaf de 1971 | Trinidad y Tobago | Tercer puesto | 2     | 1     |

## Clubes
| Club                          | País           | Año       |
| ----------------------------- | -------------- | --------- |
| Saprissa                      | Costa Rica     | 1971-1978 |
| San Jose Earthquakes (cesión) | Estados Unidos | 1975      |
| Cartaginés                    | Costa Rica     | 1978-1982 |

## Palmarés

### Títulos nacionales
| Título               | Equipo     | País       | Año  |
| -------------------- | ---------- | ---------- | ---- |
| Primera División     | Saprissa   | Costa Rica | 1972 |
| Torneo de Copa       | Saprissa   | Costa Rica | 1972 |
| Primera División     | Saprissa   | Costa Rica | 1973 |
| Primera División     | Saprissa   | Costa Rica | 1974 |
| Primera División     | Saprissa   | Costa Rica | 1975 |
| Campeón de Campeones | Saprissa   | Costa Rica | 1976 |
| Primera División     | Saprissa   | Costa Rica | 1976 |
| Primera División     | Saprissa   | Costa Rica | 1977 |
| Campeón de Campeones | Cartaginés | Costa Rica | 1979 |

### Títulos internacionales
| Título                           | Equipo   | País     | Año  |
| -------------------------------- | -------- | -------- | ---- |
| Copa Fraternidad Centroamericana | Saprissa | San José | 1972 |
| Copa Fraternidad Centroamericana | Saprissa | San José | 1973 |